# Cometes ericae
Cometes ericae là một loài bọ cánh cứng trong họ Cerambycidae.